# Рат у Јужној Осетији (1991—1992)
Рат у Јужној Осетији 1991—1992. године, такође познат и као  Први јужноосетијски рат  био је оружани сукоб који се за време и непосредно након распада СССР водио између грузијских војних и паравојних формација са једне, те осетских сепаратистичких формација самопроглашене Јужне Осетије са друге стране. Свој је узроке имао у вишедеценијском грузијско-осетијском сукобу, односно совјетској административној подјели Осетије на северни део који се налазио у саставу совјетске Русије и јужни део, који је био јужноосетијска аутомномне области у саставу совјетске Грузије. Након што су се за време Гласности у Грузији власт преузели радикални грузијски националисти, јужноосетијске власти су у септембру 1990. године прогласиле јужноосетијска Совјетску Демократску Републику са циљем да је задрже у Совјетском Савезу или уједине са Северном Осетијом; грузијске власти су на то реаговале 14. децембра укидањем јужноосетијске аутономне области. Покушаји грузијских власти да ту меру спроведу су довели до низа оружаних инцидената који су са временом ескалирали у оружане сукобе између грузијских власти и сепаратиста. Обе стране су биле релативно слабо опремљене, обучене и недисциплиниране, а што је доводило до бројних примера насиља и етничког чишћења. Сепаратистима су осим сународника из Северне Осетије помоћ пружиле и паравојне формације Конфедерације горских народа Кавказа; од краја 1991. је Грузија, осим сукобом са Јужним Осетима била оптерећена и сукобом са Абхазима али и сопственим грађанским ратом. Сукоб је окончан споразумом из Сочија 24. јуна 1992. којим су се, уз посредовање руског председника Бориса Јељцина све стране договориле на примирје које би надгледале заједничке мировне снаге. Дотада је мањи део Јужне Осетије, углавном подручја са грузијском већином, остао под надзором грузијских власти. Таква је ситуација остала све до руско-грузијског рата 2008. године којим су грузијске снаге протеране са целе територије сепаратистичке републике.